# Ranunculus longirostris
Ranunculus longirostris är en ranunkelväxtart som beskrevs av Dominique Alexandre Godron. Ranunculus longirostris ingår i släktet ranunkler, och familjen ranunkelväxter. Inga underarter finns listade i Catalogue of Life.

## Bildgalleri

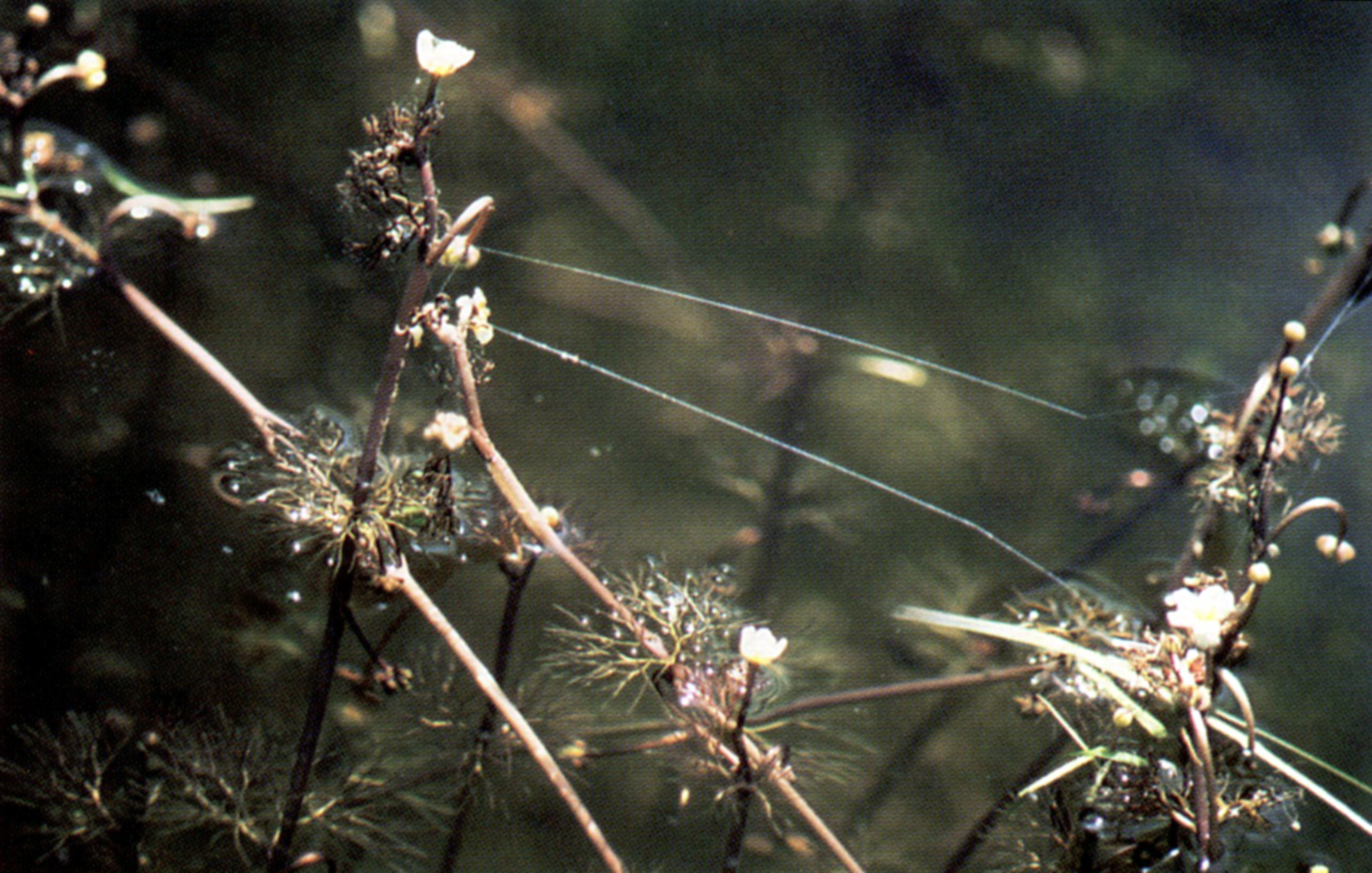